# 선시
선시(禪詩)는 선수행을 통한 깨달음의 경지를 짤막한 율문으로 나타낸 시를 말한다. 선시(禪詩)는 시(詩)와 선(禪)의 만남이다. 선시는 범불교적 종교시가 아닌 불교 선종(禪宗)의 사상과 철학, 그리고 정신적 경지를 표현한 운문문학이다.

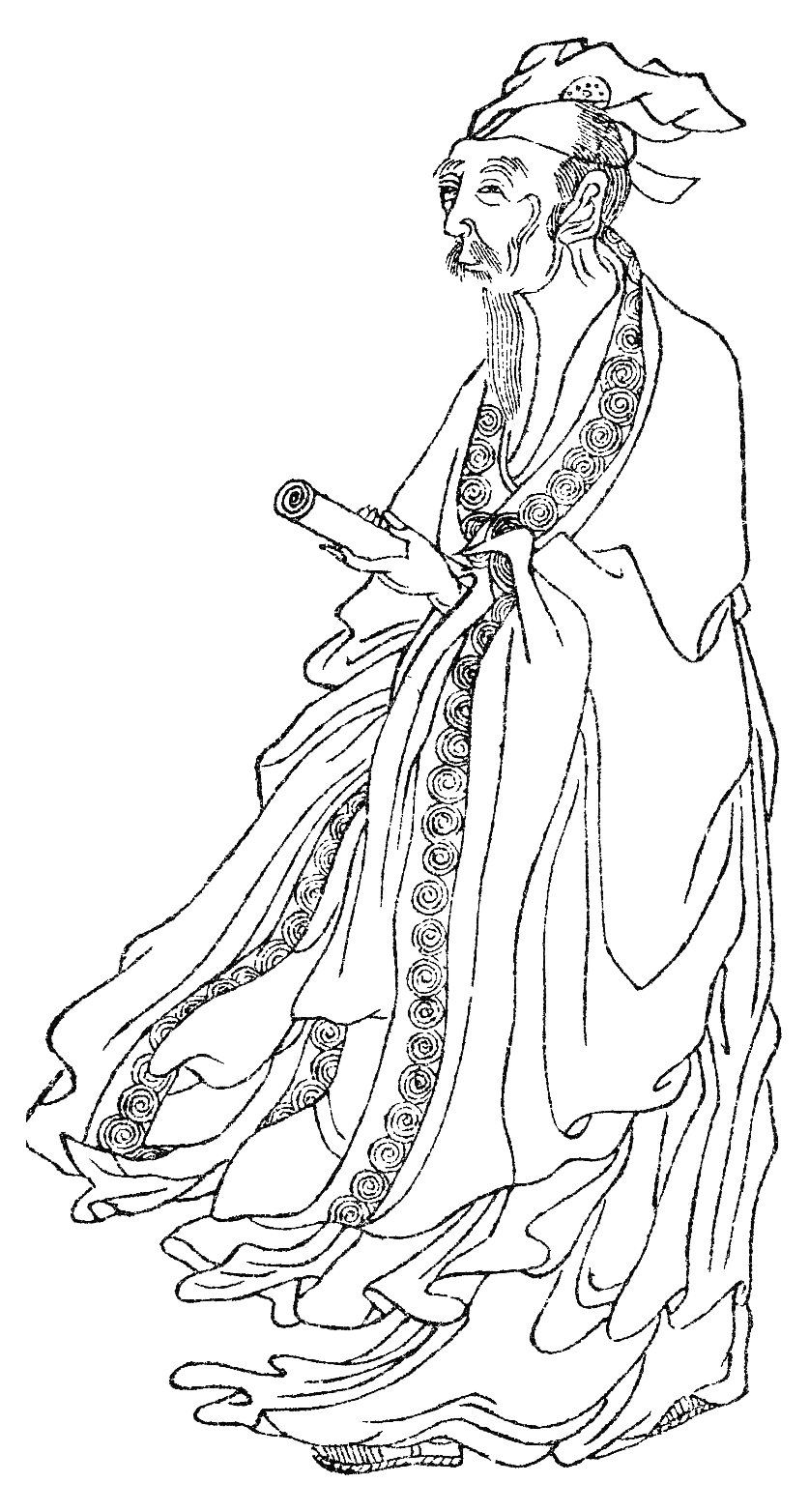
불자 시인으로 유명한 백거이 그림

## 역사
선시의 시작은 게송(偈誦)에서 찾아볼 수 있다. 게송은 인도의 산스크리트어 가타(gatha, 伽陀)의 음역인 게(偈)와 중국어 풍송(諷誦)의 송(誦)이 합쳐 이루어진 말로 운율의 형식을 갖춘 경전의 일종으로, 경전에서 불설이 설해지는 양식과 성질을 열두 가지로 분류하여 설명하는 12분교의 하나이다.
시가의 역사는 선종사상이 흥기하기 이전의 중국에 이미 장구하게 흘러왔으나, 그때는 시와 선의 연계가 필요치 않았었다. 그러나 선종사상이 중국에서 유행된 이후부터는 많은 문예가들이 시와 참선의 긴밀한 연계를 맺게 되었다.
선종은 당대(唐代)에 크게 흥성하였으며, 초·중당 시기에 많은 시인들이 선종의 영향을 받았고, 시를 창작함에 있어 선의 묘오(妙悟) 경지를 수용하여 원선입시(援禪入詩)로 선미(禪味) 농후한 시를 읊게 되었다.
명나라 사공도(司空圖)의 운외지치(韻外之致), 미외지미(味外之味) 시론은 사람들에게 명확한 시선일치(詩禪一致)이론을 인식시켰고, 후세 중국 문예 이론의 발전에 큰 영향을 끼쳤다.
송대(宋代)에 이르러 선종은 고도로 발전하면서 더욱 광범하게 유행했고, 사대부에까지 선의 풍류가 일어 시와 선의 관계는 더욱 가까워졌다. 대표적 시인으로 당의 왕유(王維), 두보(杜甫), 백낙천(白樂天), 한산(寒山), 그리고 송의 소동파(蘇東坡), 황정견(黃庭堅), 엄우(嚴羽), 청의 왕사정(王士禎) 등 대가들이 선사상에 심취하여 고격(高格)의 선시를 많이 창작하게 되었고, 이들이 한국이나 일본 시단에 끼친 영향은 지대하다.

## 특징
언어의 절제와 응축, 그리고 상징을 중시하는 공통점이 시와 선에는 있다. 선은 직관을 중시하고 언어를 초월하기 때문에 그 초월 언어가 상징으로 나타나면 곧 문학이 되는 것이며, 이런 경우 선승(禪僧)의 게(偈)는 시문학으로 나타나게 된다.
오도(悟道)를 목적으로 하는 불교 문학의 절정은 선시이다. 불교적 철학이나 사상을 산문으로 묘사·표현할 수도 있지만, 이보다 직관적인 면에 있어서의 힘은 선시문학이 강하다고 할 수 있다. 선을 통하여 얻어지는 정심(靜心)은 물심일여(物心一如)의 경지에서 사물의 속성을 신속하게 파악하여 시화(詩化)하는 데 촉매작용을 한다. 또 선의 돈오적(頓悟的) 사유방식은 시 창작에 있어 번득이는 영감을 제공해 준다. 선 체험으로 얻어진 무한한 정신세계와 정제된 심리상태는 묘오(妙悟)와 여유, 함축 그리고 의경(意境)을 표현한다.
선어(禪語)의 상징성과 함축, 그리고 논리 구조를 초월한 선구언어(禪句言語)는 언어의 한계를 극복하고 기존 관념을 넘어 무의식 세계, 깨달음의 세계까지 정신세계를 확장하는 창조·혁명적인 언어 구조로 재조직되었다. 선이 시로써 문학이 되었고, 시가 선으로써 사상과 깊이를 더해 갖춘 지고한 격조의 시 세계를 창출하였다. 청대 원호문(元好問)의 말처럼 선은 시인에게 좋은 칼을 다듬어 주었고, 시는 선에게 비단꽃을 덮어 주었다.
인간의 모든 문화현상은 언어문자로 기록되고 사유마저도 언어로 이루어지기 때문에 인간은 언어문자를 떠나서 살 수 없다. 선 또한 마찬가지로 소위 불리문자(不離文字)요, 인언현리(因言顯理), 의언진여(依言眞如)이다. 그러나 선가의 언어는 지극히 압축되고 고도로 상징화한 비약·역설적인 반상(反常)의 언어이다. 일언지하(一言之下) 돈망생사(頓忘生死)하고 일초직입(一超直入) 여래지(如來地)하는 촌철살인적(寸鐵殺人的) 언어이다.
이러한 전형적 선시의 대부분은 사언, 오언, 칠언의 시 형식만 취했을 뿐 성률(聲律), 압운(押韻), 평측(平仄) 등을 무시하기 때문에 한시에서 요구하는 시문학적 우수성은 기대하기 어렵다. 시적 성취를 얻은 선시로는 사대부와의 교류를 읊은 교류시(交流詩), 차운시(次韻詩)가 있다. 자신의 오도 경계를 운수자연(雲水自然)의 풍물에 의탁하여 읊은 우음시(偶吟詩), 산거시(山居詩), 운수시(雲水詩) 등에서는 사대부가 도회에서 얻을 수 없는 묘경(妙境)과 운외지미(韻外之味)를 느낄 수 있다.

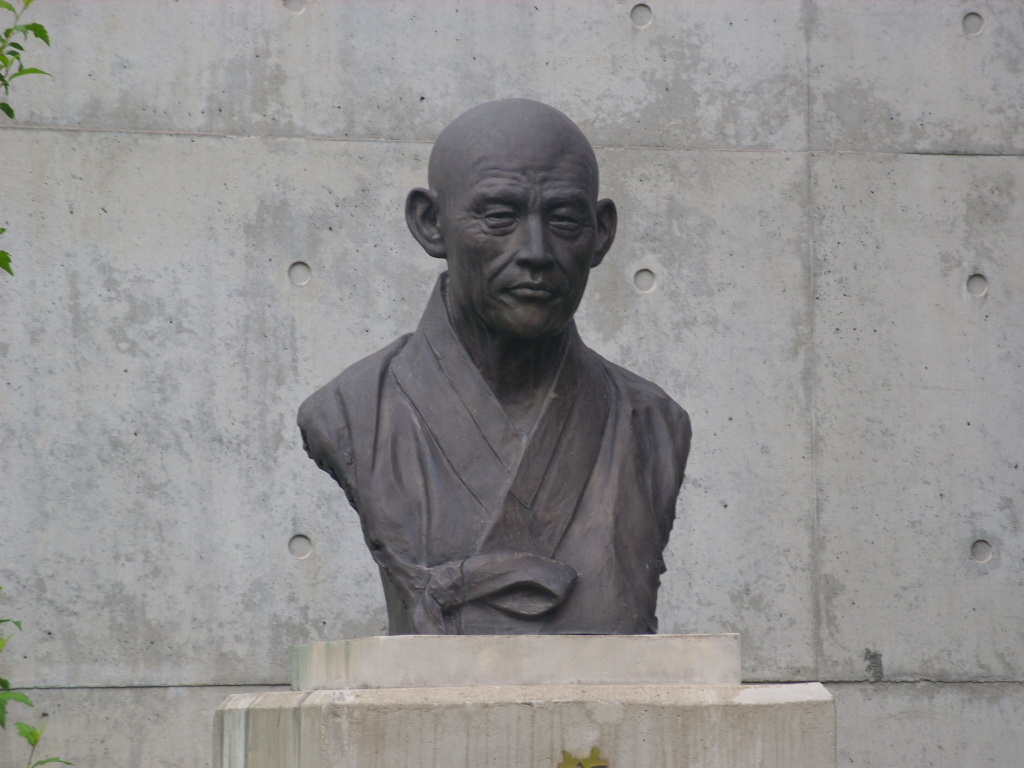
만해 문학박물관 한용운 스님 흉상

## 종류
- 깨달음을 읊은 오도송
- 세상을 떠나며 남기는 열반송
- 법을 전하는 전법게
- 산에 머물며 수도의 경지를 읊은 산거시[2]

## 한국
한국의 선시는 고려 말에 선승들의 어록(語錄)과 함께 많은 게송이 지어졌으나, 조선의 억불책으로 어록 발간이 급격히 줄었다가 서산 휴정의 “청허당집”에서 체재를 갖춘 어록이 간행되었다.
역사적으로 뛰어난 선시는 한산에서 출발하여 벽암록, 종용록을 이어 고려의 진각혜심이 선문염송으로 대성했다. 선시인으로는 진각혜심, 청허휴정, 만해용운 등이 있고 현대에 와서 승려시인들에 의하여 계승되고 있다. 대표적인 선시인으로 석지현, 돈연, 노불자명 등이 있다.

### 현대
한용운의 “님의침묵”, 성기조의 “바람”, “피로”, “겨울나무”, 이상의 “오감도” 등을 전위 예술 선시로 분류하기도 한다.
20세기 후반에 등장한 대한민국 현대시 또한 포스트모더니즘적 요소에서 동양의 선사상과 상당부분 겹치는 부분이 많이 나타났다. 황동규의 “몰운대行(행)”, 오규원의 “길, 골목, 호텔, 그리고 강물소리”, 정현종의 극 서정시 “꽃 한송이”등이다.

## 같이 보기
- 오감도
- 전위 예술
- 한시
- 선(禪)